# Козаки: Знову війна
Козаки: Знову війна — відеогра жанру історична стратегія реального часу, заснована на подіях XVII — XVIII століть у Європі. Гра є доповненням до стратегії реального часу Козаки: Європейські війни, створеної українською студією GSC Game World.
Випуск відбувся у жовтні 2002 року. Гра є самостійним доповненням, тобто не вимагає для запуску попередніх версій гри.

## Ігровий процес
Подібно до інших ігор серії «Козаки», гравець може проводити бої армій в режимах кампанії та окремих боїв проти іншого гравця або комп'ютера. Для цього він командує військовими та цивільними одиницями (юнітами), добуває ресурси, розбудовує базу та наймає війська. Гравець може створити свій сюжет у редакторі сценаріїв, так само як і головних героїв, карту, місії та багато іншого.
В доповненні з'явились 100 нових одиночних місій та 4 рівні складності. Було додано дві нові нації (та відповідно 4 нових юніти): Швейцарія і Угорщина. Кожна нація отримала унікальну архітектуру — понад 20 нових будівель. Османська імперія і Алжир отримали бедуїнів на верблюдах.
Крім того була введена система онлайнових чемпіонатів, можливість перегляду чемпіонатів необмеженою кількістю гравців у реальному часі. Розробники вдосконалили штучний інтелект.

### Ресурси
У грі 6 видів ресурсів: дерево, їжа, камінь, золото, залізо, вугілля. Золото, залізо і вугілля добуваються в шахтах. Їжа видобувається селянами, які відносять її у млин або у міський центр, і рибальськими човнами. Дерево і камінь видобуваються робітниками в певних місцях, і відносяться ними на склад або в міський центр. Ресурси можна також обмінювати на ринку.
Якщо у гравця немає вугілля або заліза, юніти, озброєні вогнепальною зброєю, не зможуть стріляти. У разі нестачі золота, з військових юнітів не зможуть створюватися полки і загони, а найманці і деякі судна (лінкори 17 і 18 століть) вийдуть з-під контролю гравця і стануть ворогами всім націям на карті. У разі відсутності їжі юніти гравця починають помирати. Всі юніти (крім найманців) вимагають для найму їжу, деякі також дерево, золото, залізо і вугілля.

### Нації
Список націй, представлених в грі:
| Прапор | Країна            | Унікальні юніти                                                                     |
| ------ | ----------------- | ----------------------------------------------------------------------------------- |
|        | Австрія           | Рундашир, Пандурій, Кроата                                                          |
|        | Алжир             | Мамлюк, Лучник                                                                      |
|        | Англія            | Шотландський стрілець, Волинщик                                                     |
|        | Іспанія           | Конкістадор                                                                         |
|        | П'ємонт           | Падре                                                                               |
|        | Річ Посполита     | Крилатий гусар, Мушкетер Речі Посполитої, Пікінери Речі Посполитої, Легка кавалерія |
|        | Пруссія           | Фузилер, Прузькі гусари                                                             |
|        | Португалія        | не мають унікальних юнітів                                                          |
|        | Росія             | Кріпак, Списоносець, Стрілець, Донський козак, Командир, Витязь                     |
|        | Саксонія          | Саксонські мушкетери, Гвардійський кавалерист, Саксонські гренадери                 |
|        | Османська імперія | Спахи, Татари, Яничари, Лехпехи                                                     |
|        | Україна           | Український селянин, Сердюк, Січовий козак, Реєстровий козак, Гетьман               |
|        | Франція           | Королівський мушкетер, Єгер                                                         |
|        | Швеція            | Кнехт, Шведські пікінери                                                            |

У порівнянні з Останнім доводом королів додані 2 нові країни — Угорщина та Швейцарія.

### Юніти
Всі юніти мають особливі місця для найму чи будівництва: Порт — флот; Казарма XVII століття, Казарма XVIII століття — піхота; Конюшня — кавалерія; Артилерійське депо — артилерія; Дипломатичний центр — найманці; Міський центр — селяни і церква — священики. Цивільні юніти (селяни і священики, а також до них зараховуються рибальський човен і транспортний корабель) — не призначені для прямої участі в бойових діях, в основному знаходяться в тилу.
Селяни є у всіх націй, розрізняються лише зовнішністю і рівнем здоров'я. Український селянин не піддається захопленню — захопити його можливо тільки в шахті і міському центрі. Основні функції — будівництво споруд і видобуток ресурсів. Бойові характеристики — ближній бій, броня відсутня, але при цьому відносно висока атака. Битися будуть тільки при наявності поблизу дружнього воїна. Священики є у всіх націй, відрізняються зовнішністю і цілющою силою — найслабший у Османській імперії та Алжиру (сила 4), найсильніший у П'ємонту і Венеції (сила 10).
У грі у багатьох країн юніти схожі, проте майже кожна сторона має одного або більше унікальних юнітів.
Доступність юнітів визначається наявністю необхідних для побудови юніта будівель і вдосконалень. Коли у гравця побудовані всі будівлі і накопичено певну кількість ресурсів, він має право «Перейти в XVIII століття», що дає гравцеві можливість будувати більш досконалих юнітів і казарму XVIII століття. Дана можливість доступна не у всіх країн (XVIII століття відсутня у Україні, Османської імперії та Алжиру. Апгрейди XVIII століття доступні відразу). Військові юніти (крім судів) можуть брати бойові побудови: для піхоти — 15, 36, 72, 120 і 196 юнітів; для кінноти — 40, 90 і 160 юнітів. Юніти поділяються на стандартних і унікальних:
Стандартні юніти:
Цивільні:
- Селянин (у Росії — кріпак) — є у всіх країн. Переміщається швидше за інших піших юнітів.
- Капелан (у Росії та Україні — Піп, у Османській імперії та Алжиру — Мулла, у П'ємонту — Падре) — є у всіх країн.

Піхота XVII століття:
- Пікінер XVII століття — стандартний європейський піхотинець, озброєний списом і одягнений в обладунок — є майже у всіх країн за винятком України. Відмінні риси: у Росії пікінери називаються списоносцями.

Османська імперія і Алжир — Османський пікінер, що не має кіраси;
Швейцарія — алебарди, також без обладунків;
Річ Посполита — пікінер XVII ст. одягнений в національну форму і не має обладунку.
- Мушкетер XVII століття — стандартний європейський стрілець, озброєний мушкетом без багнета — є у всіх країн крім Алжиру. Не може битися врукопашну. Відмінні риси: Нідерланди і Річ Посполита — мушкетери одягнені в національну форму;

Росія — Стрілець;
Україна — Сердюк (найсильніший стрілецький юніт в грі);
Османська імперія — Яничар;
Угорщина — Сережанин;
Швейцарія — аркебузир;
Іспанія і Австрія — мушкетери цих країн, крім національних мундирів, мають кірасу.
- Офіцер XVII століття — юніт, одягнений в кірасу. Дуже високі параметри атаки. Необхідний для угруповання солдат XVII століття в бойові побудови. Є у всіх країн окрім України. Відмінні риси: Росія — Командир, не має обладунків;

Алжир і Османська імперія — Офіцер одягнений в національну форму. Кіраса відсутня.
- Барабанщик XVII століття — володіє найбільшим радіусом огляду, не може битися. Юніт також необхідний для шикування солдат в бойові порядки. Є у всіх країн, крім України. Відмінні риси: Росія, Османська імперія і Алжир — барабанщик одягнений в національну форму, причому у османського і алжирського барабанщиків інший ритм барабанного дробу на відміну від інших.

Кавалерія XVII століття:
- Легка кавалерія — кінні юніти, озброєні довгими списами і піками. Цей тип кінноти є в наявності у незначного числа країн і відрізняється різноманітністю: Росія — Донський козак;

Україна — Реєстровий козак, Січовий козак;
Османська імперія — сипахи;
Алжир — Мамелюки;
Річ Посполита — Легкий рейтар (озброєний шаблею), Крилатий гусар (озброєний списом).
- Важка кавалерія — кінні юніти, одягнені в обладунки. Відрізняються високим рівнем здоров'я.

- Рейтар — стандартний юніт даного класу. Є у всіх націй, крім Алжиру і Османської імперії. Відмінні риси: Росія — Витязь (озброєний булавою та володіє найбільшою кількістю одиниць здоров'я);

Швеція — Шведський рейтар (одягнений в національну форму).
Україна — Гетьман.
- Стрілецькі кінні юніти — є у всіх країн, за винятком Україні, Росії, Алжиру та Османської імперії.

Драгун XVII століття — стандартний юніт для країн Європи. Озброєний мушкетом, не б'ється врукопаш.
Флот XVII століття:
- Транспортник — є у всіх націй. Не бере участі в боях. Виконує завдання перевезення живої сили і артилерії армії. Удосконалення в XVIII столітті дозволяє перевозити додатково ще 200 юнітів.

- Човен — рибальське судно, є у всіх націй. Не може брати участь у військових діях. Служить для лову риби як додаткового джерела поповнення запасів їжі. Якщо човнів занадто багато в обмеженому водному просторі, то відбувається ігровий баг — вони збиваються в групу і перестають ловити рибу. Також човни можуть бути розчавлені іншими суднами, якщо виявляться на їхньому шляху.

- Яхта — бойове судно нижнього рангу. Відрізняється високою швидкістю і маневреністю, але великим часом перезарядки гармати. Є у всіх країн, крім Алжиру та України. Відмінності: Османська імперія — яхта цієї нації має інший зовнішній вигляд. Крім того, у османських яхти є захист (100 одиниць) від ворожих ядер і стріл, а також вона є єдиною в грі яхтою, на утримання якої потрібно золото.

- Галера — бойове судно середнього рангу. Має носову гармату з середньою швидкістю перезарядки, через що може стріляти, повернувшись до супротивника передом, що теоретично знижує кількість ворожих влучень. На практиці це відбувається рідко, так як галера має меншу, порівняно з іншими кораблями, дистанцією обстрілу, через що їй потрібно підпливати до супротивника ближче. Також галера має на борту інший вид артилерійської установки — мортиру, яка може руйнувати ворожі будівлі, що знаходяться на значній відстані від неї. Скорострільність мортири в кілька разів вище носової гармати. Стоїть на озброєнні всіх країн; на утримання потрібно золото.

- Фрегат — бойове судно середнього рангу. Має в наявності кілька гармат (але стріляє по черзі), завдяки чому швидкість перезарядки вище, ніж у яхти і галери. Однак швидкість руху щодо галери трохи нижче. Є у всіх країн, крім України. Відмінності: Алжир, Османська імперія — Шебека. Це судно набагато перевершує свого європейського аналога по «здоров'ю» (на 15000), а гармати Шебек відрізняються більшою скорострільністю і далекобійністю. Крім того, «східний фрегат» не вимагає золота на утримання.

- Лінкор — бойове судно вищого рангу. Є у більшості країн — виняток становить Україна. Лінійний корабель є потужним, міцним судном з великим числом гармат, завдяки чому має високу скорострільністю, що, однак, позначилося на його швидкості пересування — лінкор є тихохідним кораблем. На утримання потрібно дуже багато золота, що частково компенсується його меншими витратами вугілля і заліза на постріл в порівнянні з іншими судами XVII століття. Також лінкор має можливість вести вогонь з набагато дальшої дистанції, на відміну від інших кораблів свого часу.

Артилерія:
- Гармата — середня скорострільність. Ядрами стріляє на далекі і середні відстані, може руйнувати будівлі. По ворогу, що знаходиться на ближній дистанції стріляє картеччю, завдаючи йому серйозний масовий шкоди, але перезарядка після такого пострілу йде дуже повільно. Також можуть використовуватися в режимі артпідготовки, при цьому вона стріляє далі, але перезаряджається довше. Ефективні проти кораблів при використанні артпідготовки. На утримання необхідно золото.

- Гаубиця — низька скорострільність. Стріляє великими ядрами на коротку відстань навісом, може вражати цілі за нерівностями ландшафту. Ефективна проти будівель. Ядра, при ударі об землю розлітаючись на осколки, завдають значної шкоди військам противника.

- Мортира — стріляє на наддалекі відстані навісом, неефективна проти людей, при груповому бомбардуванню ефективна проти будівель і кораблів, що не рухаються.

- Багатоствольна гармата — висока скорострільність. Стріляє картеччю на середні і ближні відстані, неефективна проти будівель, завдає важкі втрати як піхоті, так і легкій кавалерії противника, не одягненої в обладунки. Проти юнітів в кірасах малоефективна. На утримання необхідно золото. Багатоствольна гармата відсутня у націй: Алжир, Османська імперія, Україна.

- Фортечна гармата (башта) — висока (після серії вдосконалень) скорострільність. Ядрами стріляє на близькі й середні відстані, може руйнувати будівлі. Ефективна для захисту фортеці. На утримання необхідно золото. Має більш низьку броню в порівнянні з іншими будівлями.

Піхота XVIII століття (повністю відсутній в Україні, Алжирі та Османській імперії):
- Пікінер XVIII століття — стандартний піхотинець свого часу, озброєний списом. Є у всіх держав. Цей юніт не має захисної кіраси, однак частота колючих ударів, нанесених їм, істотно вище, ніж у пікінера XVII століття. Відмінні риси: Швеція — пікінер XVIII століття носить національну форму.
- Мушкетер XVIII століття — солдат піхоти, озброєний мушкетом з багнетом, завдяки чому може брати участь в рукопашній сутичці на відміну від мушкетера XVII століття. Є у всіх держав. Відмінні риси: У держав Баварії, Пруссії, Саксонії, Данії мушкетери XVIII століття мають національну форму, причому данський мушкетер на додаток до всього має гранати і може атакувати ними споруди ворога.
- Гренадер XVIII століття — елітний піхотинець, наявний у всіх держав. Його озброєння складається з мушкета з багнетом, а також гранат. Здатний знищувати будівлі гранатами. Відмінні риси: Саксонія — гренадер одягнений у національну форму.

Офіцер XVIII століття — в наявності у всіх націй. Необхідний для формування бойових шикувань з юнітів піхоти XVIII століття. Дуже високі параметри атаки, не має захисної кіраси.
- Барабанщик XVIII століття — є у всіх держав, використовується для угруповання в шикуванні піхоти XVIII століття. Відмінні риси: Англія — волинщик (замість барабана волинка, одягнений він у національний мундир).

Кавалерія XVIII століття (повністю відсутній в Україні, Алжирі та Османській імперії):
- Легка кавалерія:

- Гусар — легка кіннота, є у всіх країн. На відміну від легкої кавалерії, XVII століття, гусари швидко пересуваються, що робить їх хорошими бійцями в розвідці і диверсійних рейдах. Відмінні риси: Пруссія — гусар одягнений в національну форму;

Угорщина — Кінний пандур;
Швейцарія — Кінний єгер.
- Важка кавалерія:

- Кірасир — вершники озброєні палашем і одягнені в кірасу, є у всіх націй.
- Стрілецькі кінні юніти:
- Драгун XVIII століття — є у всіх країн. Потрібне золото на утримання. Відмінні риси: Франція — французький драгун XVIII століття відрізняється слабкою силою пострілу і малою кількістю одиниць здоров'я, але при цьому проводиться в два рази швидше ніж аналогічний юніт в іншої нації. Також він одягнений в національний мундир.

Флот XVIII століття (повністю відсутній в Україні, Алжирі та Османській імперії:)
- Кутер — найшвидший корабель у грі. Чудово підходить для патрулювання та рейдів у тил ворога з метою знищення човнів, по скорострільності стоїть між яхтою та фрегатом XVII століття. Ресурсів на утримання не вимагає.
- Кеч — призначений для обстрілу фортець. Вогнева міць і швидкість перезарядки на ближній дистанції рівноцінна галері XVII століття. Також, як і галера, має на борту мортиру, яка стріляє навісом, відрізняється високою точністю і в десятки разів потужніший, ніж у галери. За допомогою неї кеч може бомбардувати споруди, що знаходяться на наддалеких відстанях. Після пострілу мортира перезаряджається дуже повільно, проте їй достатньо одного влучення для знищення такої споруди, як башта (20000 одиниць здоров'я). Швидкість кеча трохи нижча фрегата XVII століття. Вимагає золото на утримання.
- Фрегат XVIII століття — корабель нового покоління, який володіє великою кількістю гармат. За швидкістю трохи перевершує фрегат XVII століття, а за скорострільністю — лінкор XVII століття. Здатний вести вогонь на трохи більші відстані, ніж фрегат XVII століття. На утримання необхідно золото.
- Лінкор XVIII століття — найпотужніший і найбільший корабель у грі, велика кількість гармат, стріляє залпом на наддалекі відстані, але не може стріляти в ближньому бою. За один залп може знищити будівлю і серйозно пошкодити ворожий корабель, вимагає дуже великої кількості ресурсів на утримання і постріл. Швидкість перезарядки середня, швидкість руху низька. За основу розробники взяли 100-гарматний британський лінкор Вікторія.

Оригінальні юніти:
Піхота:
- Легкий піхотинець (Алжир) — озброєний шаблею, низькі параметри атаки і захисту;
- Лучник (Алжир) — стріляє стрілами. Може руйнувати кораблі і будівлі за допомогою вогняних стріл. Мала кількість одиниць здоров'я;
- Рундашир (Австрія) — озброєний мечем і має захисні обладунки. Низький параметр атаки;
- Ландскнехт з мечем (Швейцарія) — озброєний мечем, є захисні обладунки. Низький параметр атаки;
- Горець (Швейцарія) — озброєний мушкетом і багнетом. Один з найкращих стрільців у грі. Доступний після переходу в XVIII століття;
- Пандурій (Австрія) — озброєний мушкетом без багнета. Один з найкращих стрільців у грі. Доступний після переходу в XVIII століття;
- Єгер (Франція) — озброєння становить мушкет, що не має багнета. Один з найкращих стрільців у грі. Доступний після переходу в XVIII століття;
- Шотландський стрілець — озброєний мушкетом без багнета. Доступний після переходу в XVIII століття;
- Пандурій (Угорщина) — озброєння становить мушкет, що не має багнета. Один з найкращих стрільців у грі. Доступний після переходу в XVIII століття;

Кавалерія:
- Крилатий гусар (Річ Посполита) — гусар, прирівняний до важкої кавалерії через наявність захисних обладунків. Володіючи можливістю швидкого пересування по землі і хорошим захистом цей юніт є універсальним воїном. Може з легкістю протистояти списоносцями, практично не сприйнятливий до вогню багатоствольних гармат, але відсутність захисту від куль робить його вкрай уразливим для стрільців.;
- Січовий козак (України) — кавалерист, що володіє гусарськими якостями, але перевершує їх по величині здоров'я. Озброєний шаблею і не має захисних обладунків;
- Кроата (Австрія) — швидкий вершник, озброєний шаблею. Володіє якостями гусара, але доступний з XVII століття;
- Ополченець (Угорщина) — являє собою угорського гусара XVII століття;
- Татарин (Османська імперія) — кінний воїн, озброєний луком. Може підпалювати будинки й кораблі вогненними стрілами;
- Гвардійський кавалерист (Саксонія) — представник важкої кінноти. Має залізну кірасу, завдяки чому добре захищений від куль і осколків. По суті це кірасир, доступний в XVII столітті. Сильніше рейтара.
- Гетьман (України) — найкращий юніт в грі і від кавалерії зокрема. Володіє най- сильнішим ударом і залізним здоров'ям, при цьому не має захисної кіраси. Озброєний шаблею, він з одного маху може завалити в бою гусара, не кажучи вже про піхоту.
- Королівський мушкетер (Франція) — найкращий кінний стрілець в грі. Озброєний мушкетом. За один постріл запросто зрубає піхотинця наповал.

Флот:
- Галеас — є тільки у Венеції, доступний в XVII столітті. За силою і по швидкості дорівнює фрегату XVII століття (менше швидкість перезарядки, але більше одиниць здоров'я). Дальність стрільби набагато вище фрегата XVII століття.

Оригінальні юніти, не зустрічаються на службі в жодної нації:
- Молдаванин — кінний юніт, пересувається зі швидкістю гусара, в місіях використовується як військовий юніт.
- Купець — супроводжує обози, з ним можна укладати торговельні операції. Цивільний юніт.
- Обоз — використовується для перевезення ресурсів. Переміщається зі швидкістю обоза, цивільний юніт.
- Прапороносець — використовується для почту генерала. Цивільний юніт.
- Генерал — головний юніт в деяких місіях, при його смерті місія вважається програною. Відмінно бореться як військовий юніт. Переміщається зі швидкістю кріпака.
- Штефан Хертріх — збільшений генерал. Дуже високі параметри атаки і захисту. Майстерно вправляється зі шпагою. З одного удару може вбити будь-якого пішого і кінного юніта. На його знищення доводиться висилати до декількох десятків солдат. Особливо небезпечний для піших стрільців.

## Модифікація «Імперія»
У 2006 році була створена користувальницька модифікація «Імперія», яку також називають «Козаки 3». Основним нововведенням модифікації є XIX століття, з безліччю юнітів, які відповідають епосі «Наполеонівських Воєн». Також у модифікації була перероблена АІ.
Повністю перероблена психологія, стратегія і тактика комп'ютерного опонента-AI. У грі передбачено 5 типів AI. В особі комп'ютера ви тепер маєте нещадного супротивника, який уміло атакує, безжально окуповує ваші володіння, і потім планомірно знищує їх. «Імперський AI» (розрахований на PT 10-15 і без PT) може успішно протистояти досвідченому ветерану інтернет-воєн з рівнем «графа» або «маркіза». Таким чином, «Імперія» дозволяє з рівним інтересом боротися не тільки по інтернету, з гідним супротивником, а й проти комп'ютера, чого не вистачало попередньої версії, де AI був відверто слабкий.
В «Імперії» беруть участь як класичні юніти з «Козаків», так і 30 додаткових юнітів від Беддога, для 17-18 століть, з першого і єдиного офіційного Мода до «Козакам».
В «Імперії» спочатку були представлені тільки 12 країн: Баварія, Австрія, Англія, Пруссія, Італія, Річ Посполита, Росія, Саксонія, Іспанія, Османська імперія, Україна. В останній версії додалася ще одна — Швеція, що має повноцінне 19 століття. Всього в грі 20 країн і 4 типи селищ. Однак тільки 13 — доступні в базовій грі, решта — в старих місіях для «Козаків».

## Ігри серії
- Козаки: Європейські війни (Березень 2001 року)
- Козаки: Останній довід королів (Листопад 2001 року)
- Козаки 2: Наполеонівські війни (Квітень 2005 року)
- Козаки 2: Битва за Європу (Червень 2006 року)